# Antraknoza truskawki
Antraknoza truskawki lub czarna plamistość truskawki (ang. anthracnose of strawberry, black spot of strawberry) – grzybowa choroba truskawki (Fragaria × ananassa) wywołana przez gatunki mikroskopijnych grzybów z rodzaju Colletotrichum.

## Występowanie i objawy
Wykryto 4 patogeny powodujące antraknozę truskawki: Colletotrichum acutatum, Colletotrichum gloeosporioides, Colletotrichum dematium i Colletotrichum fragariae. W USA najczęstszym patogenem powodującym tę chorobę jest C. acutatum. Choroba poraża wszystkie nadziemne części truskawki: liście, koronę kwiatów, owoce i rozłogi. Najbardziej destrukcyjna jest zgnilizna korony. Choroba pojawia się sporadycznie, ale jej częstość wzrasta i kiedy już się pojawi, może być wyniszczająca, powodując 100-procentową utratę owoców
Na ogonkach liściowych i pędach rozłogowych porażonych truskawek powstają ciemne, wydłużone zmiany. Dgdy obejmą one cały obwód ogonka i łodygi, powodują więdnięcie i obumieranie pojedynczych liści lub całych roślin. W ciepłych, wilgotnych warunkach na powierzchni zmian mogą tworzyć się masy zarodników o łososiowej barwie. Jeśli tkanka korony jest zainfekowana, może rozwinąć się zgnilizna korony, a cała roślina może więdnąć i obumrzeć. Po przekrojeniu zainfekowanych koron tkanka wewnętrzna jest jędrna i ma kolor od czerwono-brązowego do ciemnobrązowego. Tkanka korony może być jednolicie przebarwiona lub brunatna. Czasami objawy chorobowe na zbieranych owocach są jeszcze niewidoczne, ale rozwijają się już po ich zebraniu, w trakcie transportu
Antraknozę truskawki można odróżnić od oparzeń słonecznych po braku jasnych plam. Antraknoza od porażenia spowodowanego przez Botryotinia fuckeliana odróżnia się bardziej łososiową barwą zarodników, i bardziej okrągłymi i zapadniętymi nekrozami. W czasie suchej pogody masa zarodników Colletotrichum wysycha tworząc skorupkę. To odróżnia ją od szarej pleśni.

## Epidemiologia
Patogeny mogą zimować na zainfekowanych roślinach i szczątkach roślin, takich jak stare martwe liście i zmumifikowane owoce, ale głównym źródłem infekcji pierwotnej są zainfekowane sadzonki, jednak mogą one nie wykazywać cech choroby, patogeny bowiem często są nieaktywne. Czasami obserwuje się pierwsze objawy choroby w postaci małych, czarnych i zapadniętych nekroz na liściach. Na owocach zarodniki tworzą się przy wilgotnej i ciepłej (około 25 °C) pogodzie. Przenoszone są przez kropelki wody, owady, oraz mechanicznie podczas zbierania owoców i powodują infekcje wtórne. Rozwijają się szybko, już w ciągu 3 dni powodują powstanie okrągłych, brązowych, nekrotycznych plam o średnicy około 1 cm. Infekują głównie dojrzałe owoce, niedojrzałe rzadko. W sprzyjających patogenom warunkach w ciągu tygodnia lub krócej może zostać zainfekowanych do 90% owoców.

## Ochrona
- Używanie do sadzenia tylko zdrowych sadzonek;
- właściwe nawadnianie plantacji. Należy unikać deszczowania, gdyż grzyby rozprzestrzeniają się wraz z rozbryzgiwanymi kropelkami wody. Najlepsze jest nawadnianie kropelkowe;
- właściwe ściółkowanie. Plastikowe maty zwiększają rozbryzgiwanie wody podczas nawadniania. Dużo lepsze jest ściółkowanie słomą;
- usuwanie i niszczenie zainfekowanych roślin, gdyż stanowią one inokulum patogenów;
- stosowanie fungicydów. Gdy antraknoza już się pojawi, należy rozpocząć opryskiwania fungicydami dopuszczonymi do użycia na truskawkach[4].